# كيوتن (محرر نصوص)
كيوتن هو محرر نصوص ينتمي لفئة البرمجيات المجانية ومخصص للعمل على أنظمة ميكروسوفت ويندوز تم تطويره على يد شركة بارا إيستوديو، وهو محرر نصوص بسيط، صغير الحجم، وفي حالة مستقرة ولكنه يحوي بعض المزايا والوظائف التي تجعله مثيراً للاهتمام بالنسبة للمحررين اللذين يقومون بتحرير النصوص المختلفة بما فيها نصوص الشيفرات المصدرية لبرامج الحاسوب، تتكون شاشته الرئيسية من نافذة تحرير تغطي كامل الشاشة بالإضافة لدعمه لعمليات النسخ والقص والإلصاق بواسطة فأرة الحاسوب أو من لوحة المفاتيح، ويضاف إلى ذلك بعض الوظائف المميزة الأخرى.

## المزايا والوظائف
من مزايا كيوتن ووظائفه ما يلي:
- نافذة تحريرية تغطي كامل الشاشة: وتخدم هذه الميزة أجواء الهدوء التام وعدم التشويش على المحررين أثناء قيامهم بتحرير النصوص.
- تحديد عدد كلمات الصفحة: يدعم كيوتن عملية تخصيص اعداد الكلمات للصفحة الواحدة مما يعطي حرية أكبر للمحررين بالتحكم بخصائص الصفحات.
- تخصيص تنسيق الفقرات: يمكن للمستخدم التحكم بلون الفقرة، المسافة بين الكلمات، مقدار إزاحة السطر الأول من كل فقرة، المسافة بين الفقرات، نوع الخط، وغيرها من تخصيصات التنسيق.
- سهولة قابلية التحميل: المحرر بأكمله كامن ضمن ملف تنفيذي واحد فقط، بمعنى انه يمكن للمستخدمين القيام بتخزينه على أي بيئة تخزينية مثل فلاش يو اس بي أو القرص الصلب ويمكنه أيضاً تذكر اخر ملف تم التعديل عليه حتى لو تم التعديل على حاسوب مختلف.
- منبه زمني: يحوي كيوتن في طياته منبه زمني يسمح للمستخدمين بتحديد وقت بداية ونهاية جلسة الكتابة وعند انتهاء الوقت المخصص للجلسة يقوم المحرر بتنبيه الكاتب بانتهاء وقت الجلسة ويعلمه بعدد الكلمات التي تمت كتابتها في وقت الجلسة المحدد.
- مدقق املائي: حيث يوجد لدى كيوتن مدقق املائي يسمح للمستخدمين باكتشاف الأخطاء الاملائية اثناء الكتابة.
- نظام ملاحظات: حيث يدعم كيوتن كتابة الملاحظات بحيث أن أي فقرة تبدأ بالتعبير ".." تعتبر ملاحظة وباستطاعت كيوتن سرد جميع الملاحظات التي تمت كتابتها في ملف التحرير والقفز مباشرة إلى الملاحظة المطلوبة في النص.
- نظام العدد المستهدف: يحوي كيوتن أيضاً نظاماً يمكن المستخدمين من قراءة نسبة الاكتمال للنص المراد تحريره كما ويمكن للمستخدمين تحديد الوحدات التي تظهر هذه النسبة بناءً عليها، على سبيل المثال يستطيع المستخدم تحديد عدد الكلمات المطلوبة في النص ليكون 100 كلمة وفي حال انتهاء وقت المستخدم المخصص للكتابة مع 53 كلمة يقوم هذا النظام باظهر نسبة الاكتمال للنص وهي في هذه الحالة 53%.

لقطة شاشة لمحرر كيوتن يظهر فيها عدد الكلمات والحروف والصفحات بالاضافة إلى احصائيات أخرى

- التصحيح والإكمال التلقائي: يقوم كيوتن بتصحيح الكلمات التي تحوي أخطاء (علاوة على نظام المدقق الاملائي الذي تم ذكره اَنفاً) أثناء عملية التحرير، كما وأنه يحوي قائمة لانهائية من الكلمات التي يقوم هو بوضعها في النص بدلاً من الكاتب ويقوم المحرر بالتعرف على هذه الكلمات أثناء عملية التحرير، على سبيل المثال عند كتابة كلمة «فلسطين» لأول مرة يكتبها المحرر وفي المرة القادمة وعند كتابة الأحرف «فلسط» يقوم المحرر باكمال الكلمة بشكل تلقائي وعدد هذه الكلمات كما نوهنا سابقاً لانهائي.
- تخزين النصوص بشكل معياري ونظيف: حيث يمكن للمستخدمين فتح الملفات التي تم انشائها عن طريق كيوتن باستخدام أي محرر نصوص أو معالج كلمات اَخر بدون أي تغيير على النص.
- دعم ترميزات (UTF-8) و (ANSI): حيث يقوم المحرر بدعم النصوص التي تستخدم أي من الترميزين سواء في عملية قراءة النصوص أو تخزينها.
- دعم أنواع السطور الجديدة: من المعروف أن تشفيرات السطور الجديد تختلف من نظام تشغيل إلى اَخر، وعند فتح ملف تم تحريره على نظام مثل جنو/لينكس لا يواجه كيوتن أي مشكلة في التعامل مع السطور الجديدة التي يحويها الملف ويقوم باظهارها.
- المؤثرات الصوتية: حيث يدعم كيوتن المؤثرات الصوتية أثناء عملية التحرير لتعطي المستخدمين الشعور باستخدام الاَلة الطابعة، وقد تم أخذ المؤثرات الصوتية من فيلم أميلي.
- التخزين التلقائي: يدعم كيوتن عملية التخزين التلقائي ويستطيع المستخدمون تحديد الوحدات التي يودون استخدامها لتشغيل عملية التخزين التلقائي، ومن الوحدات المدعومة عدد الفقرات أو التوقيت بحيث يستطيع المستخدون تشغيل التخزين التلقائي بعد عدد معين من الفقرات التي يتم تحريرها أو تحديد الوقت (كل دقيقة مثلاً) الذي يودون فيه تشغيل العملية.

## اللغات المدعومة
يدعم كيوتن العديد من اللغات البشرية بشكل تلقائي وكل ما على المستخدمين تنفيذه هو تحديد اللغة المراد العمل بها، وبشكل افتراضي تستخدم اللغة الإنجليزية، اللغات المدعومة بشكل رسمي هي:
- البرتغالية.
- الهولندية.
- الفرنسية.
- الألمانية.
- الإيطالية.
- البولندية.
- الروسية.
- الصينية المبسطة
- الإسبانية.

كما ويدعم كيوتن اللغات التي تكتب فيها النصوص من اليمين إلى اليسار كما هو الحال في اللغة العربية والعبرية ويمكن للمستخدمين دعم لغاتهم المحلية بعدة خطوات تم سردها على صفحة الويب الخاصة بالمترجمين في الموقع الإلكتروني الرسمي لكيوتن.

## دعم نظم التشغيل الأخرى
لم يتم تطوير كيوتن للعمل على أنظمة تشغيل أخرى مثل جنو/لينكس أو ماك أو أس أكس ولا يوجد خطط في المستقبل لعمل ذلك.

## روابط خارجية
- الموقع الرسمي لكيوتن
- منتدى الدعم المخصص لكيوتن